# Електронна книга

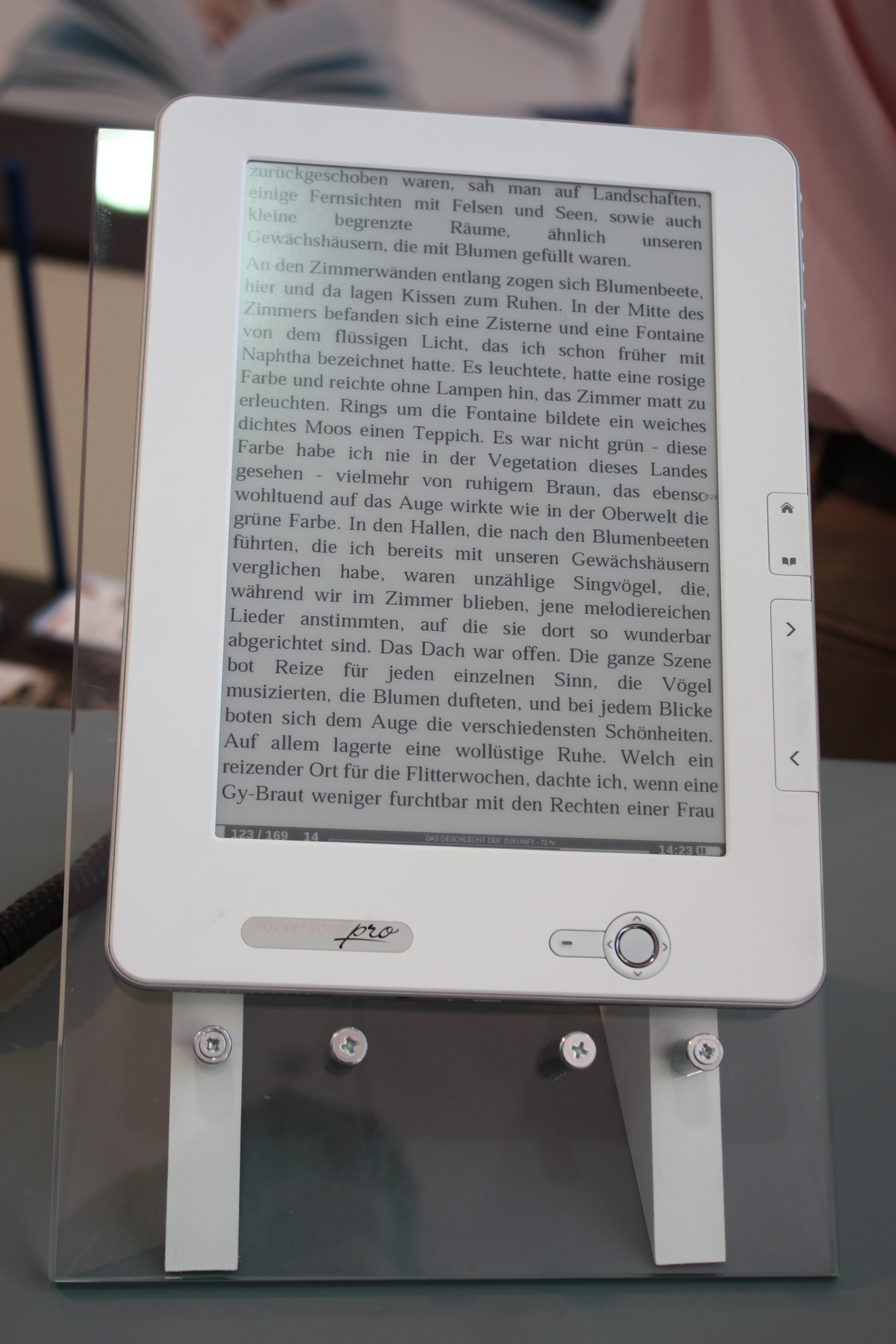
PocketBook eReader

Електро́нна кни́га, еКнига (англ. e-book, e-text) — версія книги в електронному (цифровому) вигляді. Такі книжки можна читати за допомогою комп'ютерів, мобільних телефонів чи спеціалізованих пристроїв.
В англомовних країнах для позначення цифрових версій книг, для зберігання яких використовують відкриті формати, засновані на простих текстових файлах, застосовують також термін e-text (електронний текст). Електронними текстами називають також навчальні електронні посібники, до складу яких, окрім тексту, належать растрові зображення, приклади даних, вправи, спеціально написані коментарі й відповіді на можливі запитання.
Електронні книги іноді закодовані видавцем книги для обмеження кола користування, тоді як електронні тексти розповсюджуються вільно.
Одним із технічних споживачів електронних книг є електронна бібліотека, яка надає користувачу (в основному, користувачу інтернету) екземпляр цієї книги в певному форматі.

## Технічні характеристики
Електронні книги — це також спеціальні планшети, призначені для читання книг різних форматів чи прослуховування звукових файлів. Ці планшети, на відміну від звичайних планшетів, не мають інших функцій, крім вищезазначених.
Існують моделі електронних книг, які дозволяють самостійно завантажувати книги з Інтернету. Зазвичай, вони мають дисплеї з електронного паперу (на електронному чорнилі), які суттєво економлять електроенергію, бо енергія витрачається лише на зміну зображення. Але в темряві інформацію з такого дисплея не прочитати, бо зображення утворюється за рахунок відбиття світла, яке падає на нього.
Інший тип дисплеїв — дисплеї на рідкокристалічних екранах. Принцип їхньої дії такий же, як у табла калькулятора. Є також електронні книги з кольоровими дисплеями.
Багато електронних книг мають сенсорний екран, тобто, екран, що може реагувати на дотик. Відрізняються електронні книги також за об'ємом вбудованої пам'яті, за найбільшим об'ємом зовнішньої пам'яті, який вони можуть підтримувати, та за розмірами дисплеїв.

## Формати
Електронні книги можуть розповсюджуватись у файлах різних форматів, зокрема:
- простий текст (plain text);
- текстові з оформленням — HTML, відкритий формат електронних книг (OPF FlipBook), OpenDocument, SGML, XML, FictionBook (.fb2), TeX, PDF, HTMLHelp (.chm), Microsoft (.lit), eReader, PostScript (.ps, .eps), ExeBook, Mobipocket (.prc) та ін.;
- графічні растрові — TIFF, JPEG, DjVu тощо;
- мультимедіа книги — SWF, EXE, мультимедіа книга і т. ін.;

Файли деяких форматів (OpenDocument, PostScript, PDF, MS Word DOC та ін.), на додаток до тексту, можуть містити й растрові або векторні зображення.
Файли сучасних електронних книг мультимедіа книга, окрім тексту, містять декілька каналів сприйняття: звуково-музичний, зображально-динамічний (фотографії й галереї) та інтерактивно-ментальний.

## Переваги й недоліки в порівнянні з паперовимикнигами

### Переваги
- невеликий обсяг[1] (на комп'ютері можна зберігати десятки і сотні тисяч книг);
- можливість повнотекстового пошуку (якщо текст книги розпізнано чи набрано)[1];
- можливість швидкої й простої зміни гарнітури і кегля[1];
- можливість читання книг при низькому рівні освітлення (на пристроях з підсвічуванням)[1];
- можливість прослухати (англ. text-to-speech) текст книги чи (аудіокниги)[1];
- низька вартість розповсюдження (у більшості випадків оплачується тільки обсяг інформації, переданої через комп'ютерні мережі, або фізичний носій, наприклад, компакт-диск)[1];
- реалізований механізм пошуку тексту, перехід за гіперпосиланнями, відображення тимчасових виділень і зауважень;
- можливість відображати анімовані малюнки, мультимедійні кліпи і відтворювати аудіо-книжки та mp3-файли.

### Недоліки
- потенційна несумісність із новими апаратним чи програмним забезпеченням (щоб уникнути цього, використовують прості або стандартизовані відкриті формати);
- екрани деяких[яких?] пристроїв швидко перевтомлюють очі;
- час роботи переносного пристрою від батареї обмежений;
- значні незручності викликає перетворення в такий формат паперових видань із великою кількістю ілюстрацій (наприклад, роботи з історії мистецтва, фотоальбоми, збірники карт тощо);
- окремі автори та паперові видавництва вважають цю технологію грабіжницькою.

### Різне
- Контроль за дотриманням ліцензії і розповсюдженням твору дещо складніший, ніж у паперових копій, однак легше перевіряти цілісність оригіналу за допомогою контрольних сум і порівнювати різні версії файлів.

## Апаратні платформи

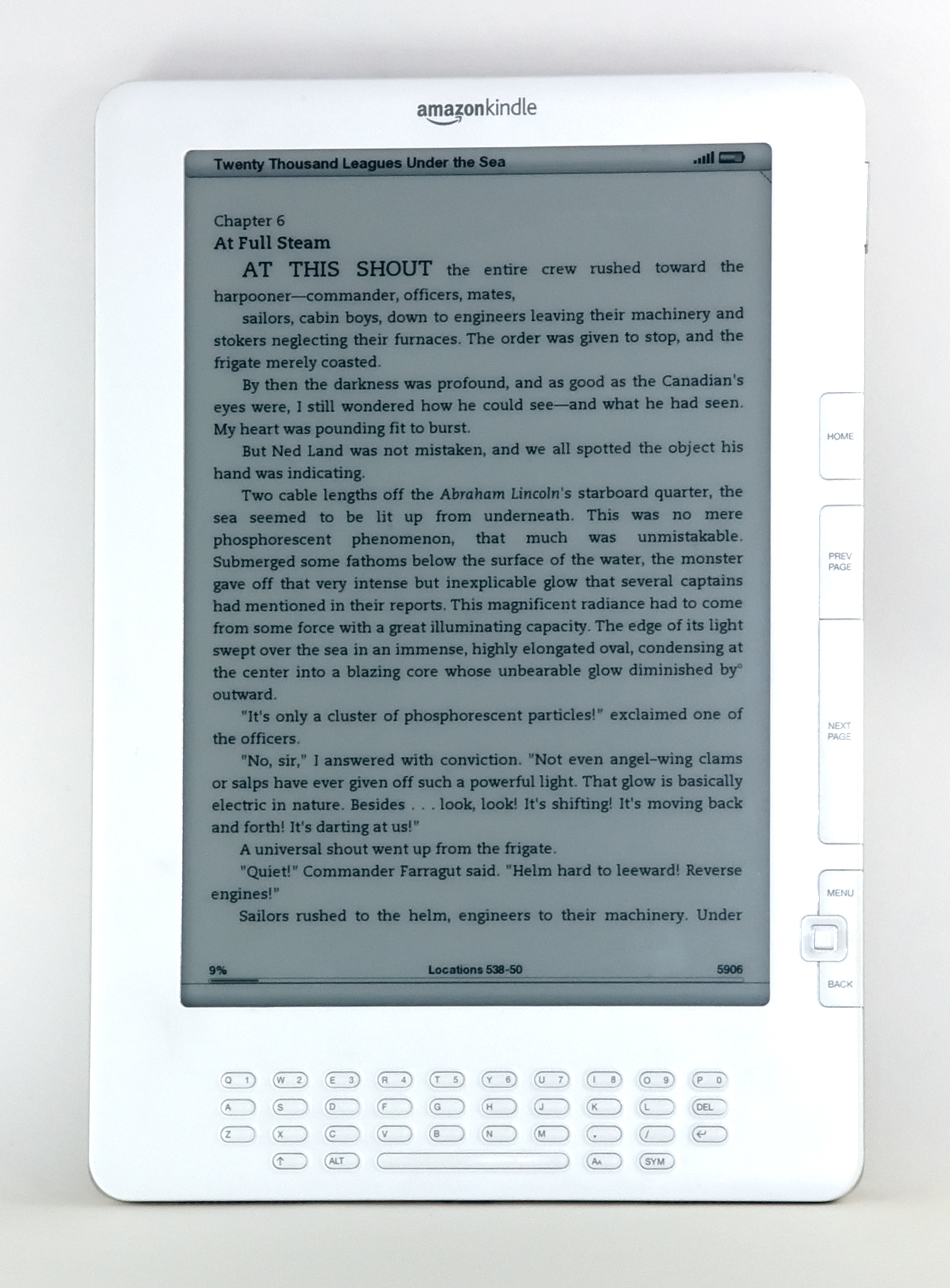
Amazon Kindle

Найпопулярнішими пристроями для читання електронних книг у США є Kindle від Amazon, Sony Reader і Nook від найбільшої американської роздрібної мережі книжкових магазинів Barnes & Noble. Конкуренцію цим пристроям для читання книг, як очікується, складе інтернет-планшет iPad, презентований компанією Apple 27 січня 2010.
На території пострадянського простору популярні електронні книги компаній PocketBook та lBook eReader.

## Електронні та Онлайн-книгарні
Вид книгарень що спеціалізуються на продажу е-книг із захистом від копіювання шляхом керування цифровими правами з допомогою DRM-інструментів, зокрема:
- надання дозволу встановлення лише на е-читлки з вбудованими DRM-модулями, наприклад Amazon Kindle;
- створення сайтів для онлайн читання е-книг з DRM-модулями, які вбудовуются у браузер;
- створення мобільних застосунків для читання е-книг з вбудованими DRM-модулями, наприклад Librarius[2].

Часто інтернет книгарні, які займаються продажем друкованих книг, також надають і сервіс е-книгарень, наприклад Amazon Books.
Надання тимчасового чи разового доступу до книг, обмеженого часом чи кількістю переглядів, ставить е-книгарні в один ряд з комеріційними електронними бібліотеками, які використовують ті ж самі чи подібні DRM-інструменти для обмеження чи повного унеможливлення копіювання файлів книг чи їх вмісту.